# トム・クウィリー
トム・クウィリー（Thomas P. Queally、1984年10月8日 - ）はイギリスの騎手である。アイルランドのウォーターフォード県ダンガーヴァン出身。

## 来歴
父は、障害競走やポイント・ツー・ポイントの出走馬を預かる調教師のデクラン・クウィリー。男4人兄弟の長男として生まれる。
2000年、ハイスクールに通いながらアイルランドで騎手としてデビューし、4月13日にクロンメル競馬場で初勝利を挙げる。同年、見習騎手リーディングを獲得。2004年、イギリスに渡るとここでも見習騎手リーディングを獲得し、平地見習騎手部門でレスター賞を受賞した。
2006年からヘンリー・セシル厩舎のセカンドジョッキーに、2008年から主戦騎手となる。
2009年、6月20日にアートコノサー（Art Connoisseur）でゴールデンジュビリーステークスを勝ち、G1初制覇。11月6日、ミッデイ（Midday）でブリーダーズカップ・フィリー&メアターフを勝ち、イギリス国外のG1初制覇。またこのレースがイギリスの騎手の平地年間最優秀騎乗に選ばれ、レスター賞を受賞した。
2011年、4月30日の2000ギニーでフランケル（Frankel）に騎乗。同馬はクウィリーがデビュー戦から手綱を取って5戦5勝の戦績を誇り、1番人気に推されていた。そしてその人気に応え、2着に6馬身差をつけて逃げ切り圧勝し、クウィリーはクラシック初制覇を果たした。
2012年、クライヴ・ブリテン厩舎スタッフの飯山剛至の勧めもあり、飯山を通訳兼マネージャーとして来日。1月21日から2月19日までの期間で、初めて日本中央競馬会の短期免許を取得した。短期免許期間最終日の2月19日、京都競馬第6競走をウインサーガで勝ち、日本での初勝利を挙げた。

## 主な勝ち鞍

### イギリス
- 2000ギニー（2011年Frankel）
- インターナショナルステークス（2012年Frankel）
- エクリプスステークス（2010年Twice Over）
- クイーンアンステークス（2012年Frankel）
- クイーンエリザベス2世ステークス（2011年Frankel）
- ゴールデンジュビリーステークス（2009年Art Connoisseur）
- サセックスステークス（2011年・2012年Frankel）
- ジュライカップ（2009年Fleeting Spirit）
- セントジェームズパレスステークス（2011年Frankel）
- チャンピオンステークス（2009年・2010年Twice Over、2012年Frankel）
- デューハーストステークス（2010年Frankel）
- ナッソーステークス（2009年・2010年・2011年Midday）
- ファルマスステークス（2011年Timepiece）
- ヨークシャーオークス（2010年Midday）
- ロッキンジステークス（2012年Frankel）

### その他
- ヴェルメイユ賞（2010年Midday）
- ブリーダーズカップ・フィリー&メアターフ（2009年Midday）
- メイトロンステークス（2012年Chachamaidee）